# DJ Pablo
Pablo Rodríguez, conocido como DJ Pablo, es un artista de música urbana conocido mayormente por su labor como productor musical. Aunque inició su carrera en el ámbito secular, es ubicado como artista cristiano desde 2005, participando en producciones de Funky, Triple Seven, Redimi2, entre otros exponentes.

## Carrera musical
Pablo Rodríguez nació en Río Piedras, Puerto Rico, el día 20 de junio de 1980. Desde pequeño sus padres lo instruyeron en el cristianismo. Al cursar sus estudios elementales, intermedios y superiores, tuvo la oportunidad de tomar clases de música, especializándose en piano. A la edad de once años, se le presenta la oportunidad de participar en la producción de la agrupación Ezequiel, donde funge como pianista y arreglista. Su carrera comienza a despegar al participar como pianista con artistas de género cristiano tales como René González, Benjamín Rivera, Julissa, Samuel Hernández, entre otros. También participó con el reconocido artista Luis Fonsi.
A la edad de diecisiete años, incursionó en su carrera como DJ, presentándose en clubes, lo que le dio la oportunidad de compartir con artistas seculares como Karel y Voltio, Héctor y Tito, Don Omar, Glory, entre otros. Participó en los álbumes Innovando de DJ Anqueira, Platinum All Star, El Cangri.Com y Los Homerun-Es de Daddy Yankee, DJ Dicky (No Fear 4) y Los MVP de Ángel y Khriz, entre otros.
Pablo D. Rodríguez es invitado como DJ para el evento United Kingdom El Concierto del artista cristiano Manny Montes. Esa misma noche, nuevamente entrega su vida completa y reorienta su carrera artística para llevar el mensaje de salvación a los jóvenes, trabajando como productor musical para diferentes artistas como Manny Montes, Vito, Son of Christ, Rhican Red, Triple Seven, Dr. P, Funky, entre otros.
En diciembre de 2005, presenta su producción Vida Nueva junto a Funky. Este es el primer álbum del puertorriqueño distribuido exclusivamente por Funkytown Music y no contó con vídeo oficial para ningún tema. El sencillo promocional fue «Súbelo» de Funky y Sammy. En el álbum Remixed de KJ-52 de 2006, Funky interpretó el tema «Jesus (Reggaeton Remix)» con el mismo instrumental del sencillo de Vida Nueva. Con esta participación, Funky y DJ Pablo son incluidos en los créditos del álbum del rapero norteamericano, producción que en 2007 sería galardonada en los Premios Dove a Mejor álbum de Rap/Hip Hop.
Después del lanzamiento de esta, ha participó en varios proyectos colaborativos como: Unidos, Contra Viento y Marea, El equipo invencible, Entrando al Subconsciente y Corriendo para ganar. En 2007, DJ Pablo presenta su segunda producción, Gods Family, presentando artistas de su sello DJ Pablo Music como Jey, Evelys, Freedom (ex bailarín de Vico C), y posteriormente, lanzó una edición especial titulada G-Family The Real Edition con nuevos temas y participación de Redimi2, Donteo & Yanel, Rhican Red, Chrizm y Vito. En 2008, trabajó la producción de Jey titulada Mi Recompensa, y gran parte de los temas del álbum Guerreros del Reino de Travy Joe. Ese mismo año, Funkytown Music lanza Los vencedores Platinum Edition, una edición especial donde aparecen algunas canciones de su álbum Vida Nueva, aunque él no aparece acreditado en la portada.
Actualmente, luego de un largo receso, retoma su carrera con el lanzamiento del sencillo «Mi Proceso», de su álbum The Comeback.

## Discografía
- 2003: Destruccion Total - La Hora Zero
- 2004: Kino Rankins - Rankiaera
- 2005: Vida Nueva (con Funky)
- 2007: God's Family
- 2007: G-Family The Real Edition
- TBA: The Comeback

## Créditos de producción
- 2002: El Cangri.Com - Daddy Yankee
- 2003: Los Homerun-Es - Daddy Yankee
- 2004: Los MVP - Ángel & Khriz
- 2004: En Vivo - Manny Montes
- 2005: Clave 912 - Dr. P
- 2005: Unidos - Unción Tropical
- 2006: Contra Viento y Marea - Triple Seven
- 2006: Afueguember Live - Manny Montes
- 2006: Los inmortales - Manny Montes
- 2006: Corriendo Para Ganar - Funky
- 2007: A Fuego con la Palabra - Sociedades Bíblicas Unidas y Dr. P
- 2007: El Equipo Invencible - Redimi2
- 2007: Entrando al Subconsciente - Mr. Chévere
- 2007: De otro punto de vista - Rhican Red
- 2007: Mi Recompensa - Jey
- 2008: A otro nivel - Omar
- 2008: De triunfo en triunfo - Triple Seven
- 2008: Guerreros del Reino - Travy Joe
- 2008: Mi Recompensa - Jey
- 2008: Solo pero acompañao - Don Misionero

## Premios y nominaciones

### PremiosDove Award
- 2007 Álbum de Rap/Hip Hop del año - Remixed (Álbum de KJ-52)